# Там, де ти
Там, де ти — другий та останній сингл українського гурту Друга Ріка з дебютного альбому «Я є», який вийшов у 2000 році. Існують дві версії пісні. Перша — альбомна, котра починається із гітарного перебору Олександра Барановського, а інша — відеоверсія, котра має значно коротший вступ з повним інструментальним супроводженням.

## Музичний кліп
Зйомки відео проходили на Київському морі. Режисером виступив Семен Горов, а головну роль зіграла тодішній директор гурту — Юлія Колодюк.

## Список композицій
| #  | Назва                          | Тривалість |
| -- | ------------------------------ | ---------- |
| 1. | «Там, де ти (Альбомна версія)» | 5:21       |
| 2. | «Там, де ти (Відео версія)»    | 4:29       |

## Учасники запису
- Валерій Харчишин — вокал
- Олександр Барановський — гітара
- Дорошенко Олексій — ударні
- Біліченко Сергій — гітара
- Віктор Скуратовський — бас-гітара